# Meijer Wery

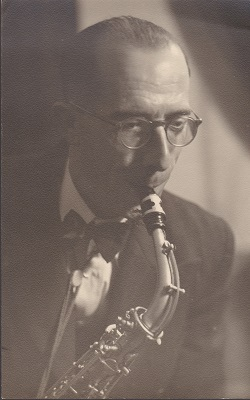
Meijer Wery

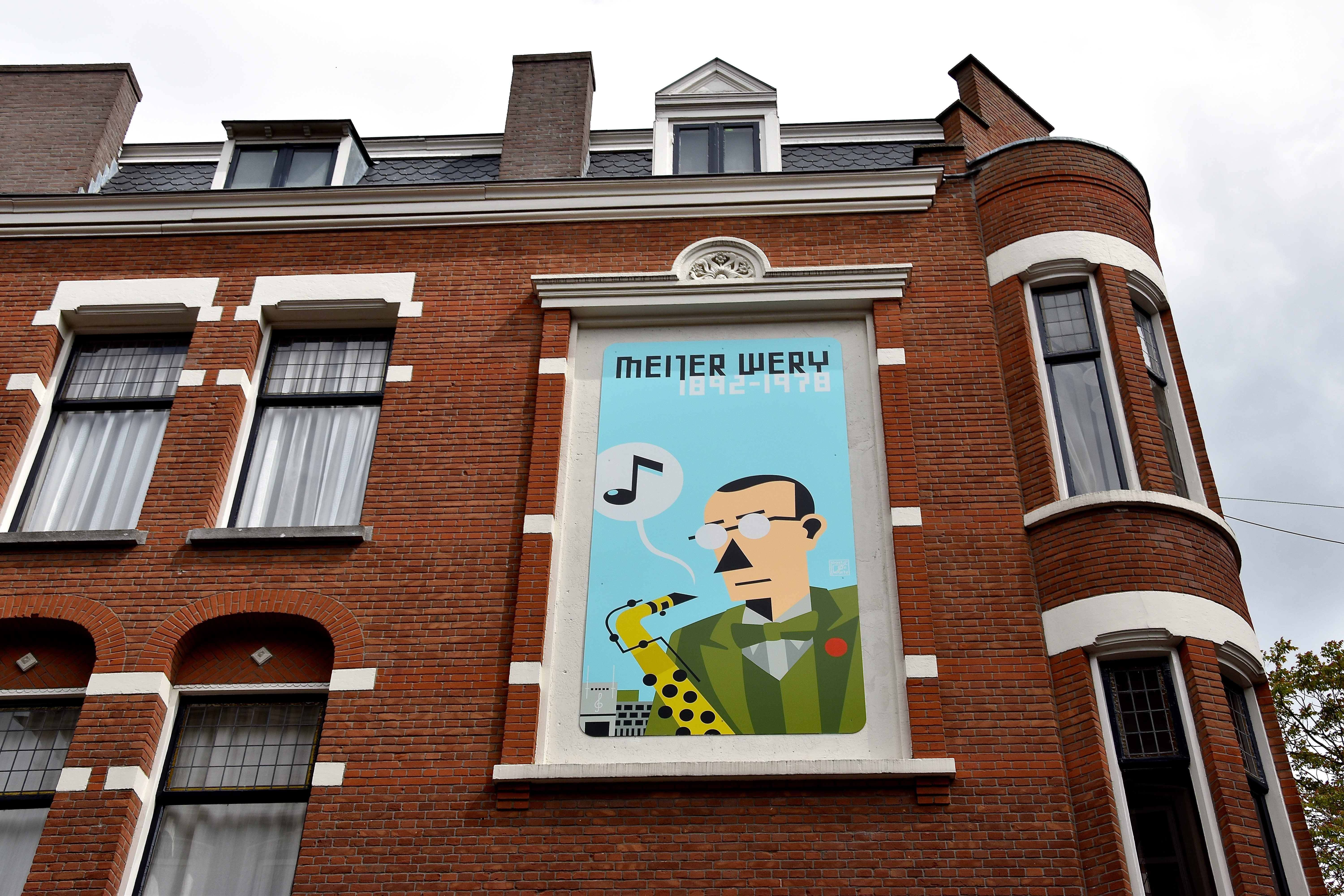
Portret door Joost Swarte op hoek Oude Binnenweg en Mauritsstraat als onderdeel van het Rotterdam Jazz Artists Memorial

Meijer Wery (Rotterdam, 24 januari 1892 – aldaar, 12 oktober 1978) was een Nederlands musicus, vooral bekend als een van de oprichters van wat uiteindelijk het Rotterdams Philharmonisch Orkest zou worden. Tevens was hij de grondlegger van hun pensioenfonds.
Wery bespeelde klarinet, basklarinet, saxofoon en viool. Zijn muzikale carrière begon als klarinettist in het orkest Eduard Werij, zijn vader. Wery groeide als klassiek musicus, onder meer in het Rotterdams Philharmonisch Orkest, maar was tevens actief in de jazzscene, ook als docent jazzmuziek en instrumenten onder meer in het muzieklyceum van Willem Feltzer, met Theo Uden Masman voor piano en Eddy Meenk voor trompet als collega's.
Zijn solo bij de uitvoeringen van de De Lachende Saxophoon (Sax-o-Phun) van Rudy Wiedoeft in De Doelen onder leiding van Eduard Flipse gaven hem een grotere bekendheid. Wery was onder meer ook actief voor Jacques Beers en Philip Willebrandts, broer van Dick Willebrandts.
Wery zette zich van bij oprichting in voor de belangen van musici in de Nederlandse Toonkunstenaarsbond en werd in 1932 verkozen tot voorzitter van de Rotterdamse afdeling van de NTB.

## Persoonlijk
Hij was zoon van muzikant en circusartiest Eduard Werij en Betje Simon Swaab-Werij. Ook Betje was geboren in een circusfamilie. Meijer had vier broers en twee zussen.
Hij trouwde zelf in 1919 met Sara de Leeuw. Samen kregen zij een zoon, Iwan (geboren 6 mei 1923). Sara overleed op 40-jarige leeftijd in 1933 en ligt begraven op begraafplaats Toepad in Rotterdam. Hun zoon Iwan is vermoord in Auschwitz op ~28 april 1944 op 20-jarige leeftijd. Na de Tweede Wereldoorlog trouwde Meijer met Elizabeth Vollemans samen kregen zij een dochter. 
Meijer Wery overleed op 86-jarige leeftijd in Rotterdam.
Op vrijdag 20 oktober 2017 werd door de stichting Rotterdam Jazz Artists Memorial (RJAM) en het Centrum Beeldende Kunst Rotterdam (CBK) het portret, gemaakt door Joost Swarte, onthuld Deze is te zien aan de Oude Binnenweg, hoek Mauritsstraat, te Rotterdam.